# Kinixys
Kinixys là một chi rùa cạn trong họ Rùa cạn (Testudinidae). Chúng là các loài rùa bản địa châu Phi, nói chung gọi là rùa khớp nối hay rùa bản lề. Một vài loài là động vật ăn cỏ (ăn các loại lá cây, cỏ dại, hoa và quả), mặc dù các loài còn lại cũng ăn cả giun và côn trùng.

## Các loài
- Rùa khớp nối rừng (Kinixys erosa)
- Rùa khớp nối Home (Kinixys homeana)
- Rùa khớp nối Natal (Kinixys natalensis)
- Rùa khớp nối Bell (Kinixys belliana)
- Rùa khớp nối Lobatse (Kinixys lobatsiana)
- Rùa khớp nối Speke (Kinixys spekii)

## Phân bố và môi trường sống
Các loài rùa của chi Kinxys sinh sống trong khu vực sa mạc hạ Sahara và tại các xavan.